# ویرلا کالفیلودئا
ویرلا کالفیلودئا (نام علمی: Virola callophylloidea) نام یک گونه از فرمانرو گیاه است.